# Piovene Rocchette
Piovene Rocchette är en ort och en kommun i provinsen Vicenza i regionen Veneto i Italien. Kommunen hade 8 319 invånare (2018). och gränsar till kommunerna Caltrano, Carrè, Chiuppano, Cogollo del Cengio, Santorso, Velo d'Astico och Zanè.